# Еван Джогія
Еван Тюдор Джогія (англ. Avan Tudor Jogia; нар. 9 лютого 1992, Ванкувер, Британська Колумбія) — канадський актор, режисер та співак.

## Життєпис
Народився у Ванкувері, Канада, 9 лютого 1992 року. Його батько за національністю — гуджаратець, мати має змішане ірландське, французьке та валлійське походження. Також в родині окрім Евана є ще діти: старший син Кетан (музичний продюсер) та молодша єдинокровна (по батьку) сестра Мелісса, яка проживає з матір'ю. Еван навчався у школі Killarney Secondary, яку покинул після 10 класу у віці 16 років, щоб продовжувати кінокар'єру на повен робочий день. У 17 років переїхав до Лос-Анджелесу.
Стартом його акторської кар'єри 2007 року стала одна з головних ролей у фільмі «Дівчина, схожа на мене: історія Гвен Араухо», який отримав кінопремію «GLAAD Media Awards» в категорії «Найкращий телефільм». Того ж року він виконав епізодичну роль в канадському фільмі жахів «Щоденник диявола», а також роль в кількох епізодах ситкома «Чужі в Америці». Справжній успіх прийшов до нього після виходу на екрани телесеріалів «Каприка» (2009—2010) та «Вікторія-переможниця» (2010—2013). Також успішними стали головні ролі у телесеріалі «Соціопат» (2013) та у мінісеріалі «Тут» (2015) за участю Бена Кінгслі.
2011 року приєднався до кампанії «Straight But Not Narrow», направленої на боротьбу з гомофобією та підвищення толерантності до секс-меншин серед гетеросексуальних підлітків.
2019 року видав книгу «Змішані почуття» (англ. Mixed Feelings), куди ввійшли його вірші та автобіографічні оповідання. Наступного року спільно з братом Кетаном, з яким 2018 року створив гурт «Saint Ivory», записав музичний альбом з такою ж назвою, перетворивши вірші з книги на тексти пісень.
2021 року втілив образ Леона С. Кеннеді у фільмі «Оселя Зла: Вітаємо у Раккун-Сіті» за мотивами популярної серії ігор «Resident Evil» від Capcom, де його партнерами стали Кая Скоделаріо, Роббі Амелл, Ганна Джон-Кеймен та Том Гоппер.
2022 року на Міжнародному кінофестивалі у Торонто відбулася прем'єра його першої повнометражної режисерської роботи — трилеру «Дверна Мишка» за власним сценарієм, де він також виконав одну з другорядних ролей.

## Особисте життя
У 2011—2016 роках перебував у стосунках з американською акторкою Зої Дойч. У 2017—2021 роках — у стосунках з австралійською акторкою Клеопатрою Коулмен. Із вересня 2023 року — у стосунках з американською співачкою Холзі. Рік потому пара оголосила про заручини.

## Фільмографія
Актор

| Рік       |    | Українська назва                            | Оригінальна назва                      | Роль                        |
| --------- | -- | ------------------------------------------- | -------------------------------------- | --------------------------- |
| 2006      | тф | Дівчина, схожа на мене: історія Гвен Араухо | A Girl Like Me: The Gwen Araujo Story  | Денні Араухо                |
| 2007      | тф | Щоденник диявола                            | Devil's Diary                          | молодий хлопець #1 (епізод) |
| 2007      | с  | Чужі в Америці                              | Aliens in America                      | Сем                         |
| 2008      | тф | Вчитель фізкультури                         | Gym Teacher: The Movie                 | Чамп                        |
| 2009      | ф  | Феєрія!                                     | Spectacular!                           | Таджид                      |
| 2009—2010 | с  | Каприка                                     | Caprica                                | Бен Старк                   |
| 2010—2013 | с  | Вікторія-переможниця                        | Victorious                             | Бек Олівер                  |
| 2010      | в  | Сміливі ігри                                | Triple Dog                             | Лемур                       |
| 2011      | кф | Алекс                                       | Alex                                   | Алекс                       |
| 2011      | ф  | Отримуючи надію                             | Finding Hope Now                       | Сантос Делгато              |
| 2012      | ф  | Лахміття                                    | Rags                                   | Фінн                        |
| 2013      | с  | Соціопат                                    | Twisted                                | Денні Десаї                 |
| 2015      | с  | Околиця                                     | The Outcasts                           | Дейв                        |
| 2015      | с  | Тут                                         | Tut                                    | Тутанхамон                  |
| 2015      | тф | Я Майкл                                     | I am Michael                           | Ніко Гледстоун              |
| 2015      | ф  | Десять тисяч святих                         | Ten Thousand Saints                    | Тедді Макніколс             |
| 2015      | ф  | Тут і зараз                                 | Here Now                               | Дарк                        |
| 2016      | с  | Останні тінейджери Апокаліпсису             | Last Teenagers of the Apocalypse       | Боунс                       |
| 2016      | ф  | Утоплення                                   | The Drowning                           | Денні Міллер                |
| 2016      | ф  | Вбити короля                                | Shangri-La Suite                       | Тейхо                       |
| 2017      | ф  | Сестра у відриві                            | The Year of Spectacular Men            | Себастьян Беннет            |
| 2017—2018 | с  | Примарні війни                              | Ghost Wars                             | Роман Мерсер                |
| 2018      | тф | Сон літньої ночі                            | A Midsummer Night's Dream              | Пак                         |
| 2018      | ф  | Новий романтик                              | The New Romantic                       | Рівер Дьюмен                |
| 2018      | тф | Паперовий рік                               | Paper Year                             | Ден Найтінгейл              |
| 2019      | ф  | Шафт                                        | Shaft                                  | Карім Хасан                 |
| 2019      | с  | А тепер – апокаліпсис                       | Now Apocalypse                         | Улісс                       |
| 2019      | ф  | Вітаємо у Зомбіленді 2                      | Zombieland: Double Tap                 | Берклі                      |
| 2019      | ф  | Дружина художника                           | The Artist's Wife                      | Денні                       |
| 2020      | с  | Незнайомець                                 | The Stranger                           | Джей Джей                   |
| 2021      | ф  | Обмін                                       | The Exchange                           | Стефан                      |
| 2021      | ф  | Оселя Зла: Вітаємо у Раккун-Сіті            | Resident Evil: Welcome to Raccoon City | Леон С. Кеннеді             |
| 2022      | ф  | Дверна мишка                                | Door Mouse                             | Муні                        |
| 2023      | ф  | Обери кохання                               | Choose Love                            | Рекс                        |
| 2023      | ф  | Джонні і Клайд                              | Johnny and Clyde                       | Джонні                      |
| 2023      | с  | Темне дитя: Відлуння                        | Orphan Black: Echoes                   | Джек                        |

Режисер
- 2011 — Алекс (короткометражний) (англ. Alex), також автор сценарію та виконавчий продюсер.
- 2016 — Останні тінейджери Апокаліпсису (мінісерал) (англ. Last Teenagers of the Apocalypse), 4 епізоди, також автор сценарію.
- 2016 — Про людей і собак (короткометражний) (ісп. Of Dogs and Men), також автор сценарію.
- 2022 — Дверна мишка (ісп. Door Mouse), також автор сценарію та виконавчий продюсер.

## Дискографія
Альбоми
- Mixed Feelings (2020)

Сингли
- Do You Love Me? (2018)
- Loretta (2018)
- Flowerboys (2020)
- Halfbeing (2020)
- Miss Universe (2020)
- We Stay Cool (2023)
- Thank U For Reaching Out (2023)

## Номінації
Teen Choice Awards
- 2013 — Номінація у категорії	Summer TV Star: Актор (Соціопат).
- 2014 — Номінація у категорії	Актор: Драма (Соціопат).